# 普萊森特格羅夫 (密西西比州)
普萊森特格羅夫（英語：Pleasant Grove）是位於美國密西西比州帕諾拉縣的非建制地區。

## 歷史
普萊森特格羅夫的郵局自1872年營運至今。

## 地理
普萊森特格羅夫所處的海拔為高於海平面99米（即325英呎），而該地所採用的時區為UTC-6，即北美中部時區（CST）。同時該地設有夏令時間，為UTC-6調快一小時，即UTC-5（CDT）。